# Gyöngyöstarján, Heves
Gyöngyöstarján  este un sat în districtul Gyöngyös, județul Heves, Ungaria, având o populație de 2.512 locuitori (2011). 

## Demografie
Componența etnică a satului Gyöngyöstarján
     Maghiari (99,26%)
     Alții (0,74%)
Componența confesională a satului Gyöngyöstarján
     Romano-catolici (62,02%)
     Fără religie (9%)
     Reformați (1,79%)
     Necunoscută (25,72%)
     Alte religii (2,19%)
Conform recensământului din 2011, satul Gyöngyöstarján avea 2.512 locuitori. Din punct de vedere etnic, majoritatea locuitorilor (99,26%) erau maghiari.  Din punct de vedere confesional, majoritatea locuitorilor (62,02%) erau romano-catolici, existând și minorități de persoane fără religie (9,0%) și reformați (1,79%). Pentru 25,72% din locuitori nu este cunoscută apartenența confesională.